# M61 (grenade)
Pour les articles homonymes, voir M61.
La grenade M61 est une grenade à main défensive à fragmentation qui fut utilisée par les Forces armées des États-Unis durant la guerre du Viêt Nam. Il s'agit d'une amélioration de la grenade M26. On la surnomme fréquemment « lemon grenade » (grenade citron), en référence à sa forme qui fait penser au fruit du même nom.
La M61 est entourée d'une fine enveloppe d'acier, qui renferme un serpentin d'acier cranté entourant l'explosif. Lorsque la grenade explose, le serpentin se brise en fragments de haute vélocité qui peuvent blesser dans un rayon de 15 mètres.
Son design fut largement copié par différents pays, tel la L2A2 britannique, la M26 sud-africaine, la M312 portugaise et la M26A2 israélienne. Plusieurs millions d'unités, toutes nations confondues, furent produites durant sa période de service.